# Iacob Mureșianu (compozitor)
Iacob Mureșianu (n. 29 iunie 1857, Brașov, Imperiul Austriac – d. 25 mai 1917) a fost un compozitor român, fiul profesorului și publicistului Iacob Mureșianu (1812-1887).

## Galerie imagini

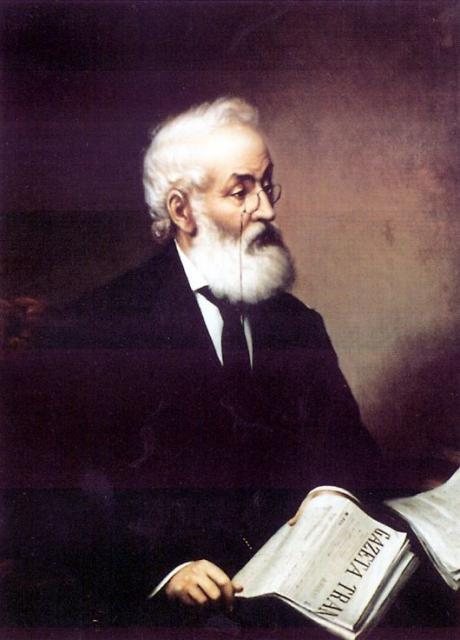
Iacob Mureșianu - tatăl, proprietarul Gazetei de Transilvania - portret de Mișu Popp
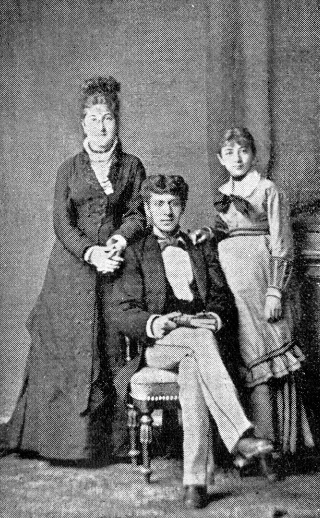
Compozitorul Iacob Mureșianu la 18 ani cu sora sa Sevastia și verișoara Catinca
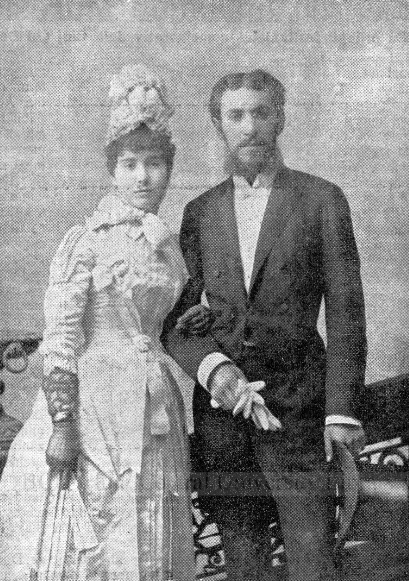
Compozitorul Iacob Mureșianu și soția sa Otilia Brândușianu
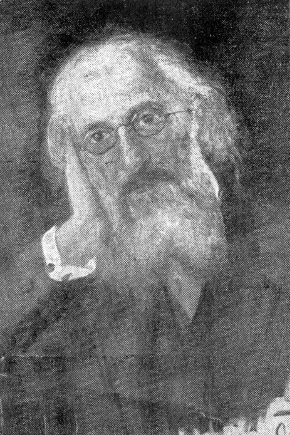
Compozitorul Iacob Mureșianu
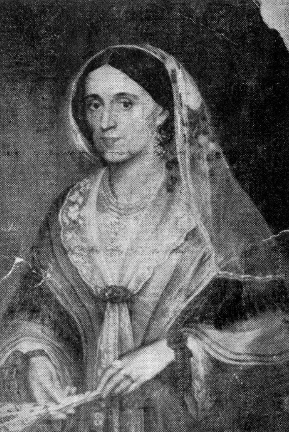
Sevastia Mureșianu - mama